# Iziphya austriaca
Iziphya austriaca är en insektsart som beskrevs av Carl Julius Bernhard Börner 1950. Enligt Catalogue of Life ingår Iziphya austriaca i släktet Iziphya och familjen långrörsbladlöss, men enligt Dyntaxa är tillhörigheten istället släktet Iziphya och familjen borstbladlöss. Arten är reproducerande i Sverige. Inga underarter finns listade i Catalogue of Life.